# Dichromodes denticulata
Dichromodes denticulata là một loài bướm đêm trong họ Geometridae.